# Gymnammodytes cicerelus
El saltón (Gymnammodytes cicerelus), también llamado barrinaire, sonso, saltarín o bicho,  es una especie de pez actinopeterigio marino, de la familia de los ammodítidos.

## Morfología
De cuerpo largo y delgado con el dorso dorado o verdoso y vientre plateado, con la cabeza generalmente de color azul marino, tienen una longitud máxima descrita de 17 cm, aunque parece ser que la longitud máxima más común es de 12,5 cm. En la aleta dorsal no presenta espinas y tiene de 53 a 59 radios blandos, mientras que en la aleta anal, también sin espinas, tiene 27 a 32 radios blandos. Los pliegues cutáneos ventrolaterales se extienden más allá de las aletas pectorales hasta el ano; la línea lateral está ramificada. La boca es protráctil y la mandíbula inferior es prominente y no tiene dientes.

## Biología
Se encuentra sobre grava de conchas y fondos de arena gruesa. Puede aparecer ocasionalmente en los arrecifes rocosos que rodean el cabo de Palos (España). Esta especie habita en madrigueras, que excava sobre sustratos de arena. Se trata de una especie que vive en grupos numerosos enterrándose de cabeza en el sedimento; los adultos y los jóvenes se alimentan en la columna de agua de zooplancton durante el día y se esconden en la madriguera en el sustrato durante la noche.
Ponen huevos demersales que se adhieren a los granos de arena; se ha sabido que sus larvas pelágicas dominan el ictioplancton durante la temporada de desove máxima que ocurre en la estación del invierno.
Son objetos de presa importantes para otros peces, aves y mamíferos.

## Distribución y hábitat
Se distribuye por el este del océano Atlántico, desde Portugal al norte hasta Angola al sur; por el mar Mediterráneo, incluyendo el mar Balear, mar Adriático y mar Egeo, así como por el mar Negro. Son peces marinos de agua subtropical, de comportamiento demersal. Es una especie costera que se encuentra en la plataforma continental sobre arena superficial, conchas y fondos de grava fina en hábitats en alta mar.

## Pesca y gastronomía
Es una especie pescada y muy comercializada. En el Mediterráneo es principalmente atrapado por la playa; en el Atlántico centro-oriental, se utiliza a pequeña escala para cebo y alimento humano en algunas zonas y comercialmente para harina de pescado y aceite de pescado. En las costas de Cataluña (España), los datos de desembarque de la pesca de esta especie fueron de 265,1 toneladas/año. En el Atlántico Central Oriental, esta especie se encuentra y pesca de manera abundante en todo su rango de distribución. 
Los saltones se encuentran en los mercados sobre todo durante el verano, muy apreciado en fritura.